# Pave Nikolaus 1.
Nikolaus 1. (født 858, død 13. november 867) var en af de betydeligste paver i begyndelsen af middelalderen, nidkær for kirkens sag over for de verdslige herrer og for pavestolens øverste myndighed, over for de gejstlige, men også ivrig for evangeliets og for sædelighedens fremme og selv en udpræget etisk-religiøs natur. Men de pseudo-isidorske dekretaler fandt også i ham den rette mand, han arbejdede af al kraft på at bringe dem til gyldighed i kirken.
Det lykkedes ham at få pavedømmets magt udvidet over for metropolitterne først i Italien, hvor Ravennas ærkebiskop måtte opgive sin tidligere særstilling og bøje sig for Rom, og derefter i det frankiske rige, hvor han trods Kölns modstand gjorde Ansgar til biskop også over
Bremen samt til pavelig legat i Norden, og hvor
han efter en lang og bitter kamp tvang metropolitten Hinkmar af Reims til at lade den af Hinkmar selv afsatte biskop Rothad af Soissons genindsætte i embedet.
Også den tysk-romerske konge Lothar 2. fik pavens magt at føle. Kongen havde forstødt sin hustru Teutberga for at gøre sin elskerinde Waldrada til dronning, og skønt flere synoder havde anset kongens grunde for gyldige, viste Nikolaus, at synoderne havde uret, og det lykkedes ham at få Lothar til at sende
Waldrada bort og på ny tage Teutberga, hvis uskyld var godtgjort, til sig.
Endelig havde Nikolaus en lang strid med den græske kirke. Paven tog sig med stor kraft af den afsatte patriark Ignatius og
lyste hans afløser Fotios i band. Der blev holdt synoder både i Rom og Konstantinopel, og striden kom ind på det dogmatiske område, men enden blev, at Fotios måtte vige pladsen. Dette oplevede Nikolaus dog ikke. På to andre punkter lykkedes det også Nikolaus at sejre over Byzans. Den mæhriske og den bulgarske kirke blev begge trods alle anstrengelser fra grækernes
side romersk-katolske.